# Shivers (videojuego)
Shivers es un juego de aventuras de terror de un solo jugador, lanzado en CD-ROM por Sierra On-Line en noviembre de 1995. Fue desarrollado con el Creative Interpreter de Sierra. Siendo el primer juego de aventuras de Sierra en primera persona, Shivers ha sido comparado con Myst y The 7th Guest, obteniendo elogios por su atmósfera. El juego toma lugar en un museo embrujado ficticio.

## Trama
Sir Hubert Windlenot era un par de la nobleza británica y, como arqueólogo, un miembro de la sociedad real. Sus intereses en temas marginales controversiales como los antiguos astronautas, la tierra hueca, la Atlántida, y la criptozoología le hicieron ganar la reputación de un científico loco. Tras renunciar a su vida como noble, se mudó a América, donde intentó abrir el «Museo de lo extraño e inusual del profesor Windlenot» en Mt. Pleasant, Ohio, y dedicarse a sus descubrimientos y teorías. La construcción demoró dos décadas para albergar tanto exposiciones como instalaciones temáticas con varios puzles para entretener a los visitantes (como un lago artificial con temática del antiguo Egipto, un laberinto bajo tierra que lleva a una instalación Dero, un invernadero, y un diorama dedicado a la Atlántida). Sin embargo, Windlenot desaparece misteriosamente antes de que el museo pueda ser completado.
El jugador se pondrá en los zapatos de un adolescente que fue retado por sus amigos a pasar la noche adentro del museo, el cual se dice que está embrujado.
Luego de entrar y explorar el museo, el jugador descubre que quince años atrás, en 1980, cuando Windlenot se encontraba en una de sus excursiones arqueológicas, dos estudiantes de la secundaria local se habían colado en el museo y liberaron accidentalmente unos espíritus malvados de una exposición de recipientes de cerámica del Valle de Moche. Estos espíritus, conocidos como «ixupi», absorben la «esencia vital» o «Ka» de los humanos. Han sido sellados en los recipientes por los Zapana, un grupo de gente ficticio de Sudamérica. Los ixupi están asociados a varios materiales, elementos y fuerzas naturales, como la arena, tela, cera, y electricidad, en donde pueden habitar y esperar a los humanos desprevenidos. Estos ixupi mataron a los adolescentes, y finalmente al mismo Windlenot, permitiendo a tres de los trece espíritus escapar al mundo.
El jugador tendrá la tarea de encontrar la forma de capturar a los diez espíritus restantes antes de que salga el sol (pero no se impone un tiempo límite real al jugador), y liberar a los fantasmas atrapados de Windlenot y los adolescentes. Esto se puede lograr encontrando cada recipiente y su talismán correspondiente a lo largo del museo, para utilizarlo con su respectivo ixupi y poder capturarlo. Para poder encontrar todos estos ítems, el jugador debe explorar el museo completando puzles de dificultad variable, navegar por laberintos, y aprovechando los pasadizos secretos. A lo largo del camino, el jugador puede encontrar documentos que relatan las hazañas de Windlenot y las pertenencias de los dos estudiantes, expandiendo sus historias de trasfondo, con elementos relacionados con sus vidas, relaciones y motivaciones.
Al final del juego, el jugador captura al ixupi de la electricidad del generador de energía del museo, causando una explosión. Los amigos del jugador aparecen afuera del muro roto al amanecer. Un periódico revela que los cuerpos de Windlenot y los dos adolescentes fueron encontrados por las autoridades, resolviendo el misterio de su desaparición de hace 15 años.

## Jugabilidad
Con una perspectiva en primera persona, el juego es similar en estilo a la producción de Virgin Interactive/Trilobyte, The 7th Guest, el cual introdujo este estilo de juego.
La única característica de la interfaz es una barra abajo en la pantalla que sirve en gran parte como una barra de salud, mostrando cuánta «esencia vital» le queda al jugador; el jugador perderá vida al ser atacado por un ixupi. También sirve como el inventario del juego, mostrando el recipiente de ixupi activo o cubierta que el jugador esté llevando, junto con la opción de examinarlo de cerca. También indica el progreso en el juego, ya que los recipientes con los ixupi atrapados quedan expuestos como trofeos.
Los recipientes y sus cubiertas son los únicos ítems que pueden ser recogidos y guardados en el inventario. Siendo poco habitual para un juego de aventuras, el inventario solo puede contener uno de los siguientes ítems: un recipiente, una cubierta, o un recipiente combinado con su cubierta. Esto significa que el jugador puede recoger un recipiente y luego encontrar y recoger su cubierta correspondiente, pero, en caso de que el jugador trate de recoger un ítem que no puede ser combinado con el que lleva (por ejemplo, otro recipiente u otra cubierta que corresponda a otro recipiente), los ítems cambiarán de lugar. Esta característica obliga al jugador a tomar nota de dónde encontró o soltó cada ítem, y viajar de un lado a otro para recogerlos.
Al llevar un recipiente completado, el jugador podrá buscar al ixupi correspondiente para poder atraparlo. Cada recipiente está marcado con un pictograma que representa un material, ayudando al jugador a asociar cada recipiente con un ixupi.
Las ubicaciones de los ítems se encuentran fijas gran parte de las veces, aunque dónde se encuentre cada uno es en gran parte al azar, asegurando un progreso levemente diferente cada vez que el juego comience.
Una función de «flashback» permite al jugador repasar cinemáticas del juego y releer la mayor parte del texto dentro del juego que haya sido encontrado, como libros de la biblioteca del museo o las notas de las víctimas. Esto no solo avanza la historia de trasfondo del juego, sino que también contiene pistas para varios puzles.
Al completar la historia principal del juego, el jugador podrá seguir explorando libremente el museo, con los diez ixupi capturados al lado de la barra de salud. Un beneficio de esto es el lujo de poder leer las descripciones de las exposiciones dentro del juego sin la preocupación de ser atacado por los ixupi. Leer estas descripciones o explorar partes del museo no descubiertas previamente pueden sumar al puntaje del jugador.

## Desarrollo
El juego fue programado en SCI-32, el lenguaje de programación/motor de juego de Sierra. Un desafío que enfrentó el equipo fue la curva de aprendizaje empinada, ya que muchos eran inexpertos en el modelado 3D o diseño de juego de aventuras, y fue la primera vez que el lenguaje SCI fue utilizado para un videojuego de aventuras en primera persona.
Roberta Williams fue la consultora creativa en la época en la que trabajaba en Phantasmagoria.
En una especie de desviación de otros juegos basados en FMV de la época, los diálogos son proporcionados con subtítulos cerrados. Esta fue una sugerencia del desarrollador de videojuegos en jefe Willie Eide, quien venía de una familia sorda.

### Temas
La diseñadora Marcia Bales acreditó su interés en los viajes y arqueología como su principal fuerza impulsora para el juego. Algunas de las imágenes vistas en una cinemática fueron tomadas por la misma Bales durante un viaje a Belice en 1994.
Con respecto a los temas vistos en el museo ficticio, Bales dijo que en su mayoría son fácticos, excepto las teorías pseudocientíficas de Windlenot. La forma en la que se diseñó el museo, con cada habitación asignada a un artista diferente, refleja las falacias deductivas del profesor de conectar hechos no relacionados para llegar a sus conclusiones. Los elementos están para que el jugador decida qué tan arbitrarias eran las teorías del profesor.
El concepto de los ixupi es una adaptación de un tema casi universal de espíritus vampíricos que succionan la vida de los humanos, a menudo saliendo de los elementos. El concepto del alma del antiguo Egipto también fue una inspiración.

### Jugabilidad
Shivers fue el primer juego de aventuras en primera persona hecho por Sierra On-Line en presentar un protagonista sin nombre y silencioso, en lugar de un personaje visible.
Bales mencionó al juego Mixed-Up Mother Goose Deluxe como una inspiración para diseñar Shivers como un juego abierto, con los elementos al azar mejorando la jugabilidad no lineal; una característica considerada poco habitual para un juego de aventuras. Después de entrar al museo, el jugador inmediatamente podrá explorar libremente y acceder a casi todas las ubicaciones, sin necesitar resolver un puzle para ver qué sigue después. El orden de acciones del jugador determinará cómo se revela la historia de trasfondo, sin importar en qué orden se haga cada descubrimiento.

### Gráficos
El juego fue creado escaneando acuarelas – alrededor de 2500 – retocadas en Photoshop, junto con 3D Studio. Cada habitación fue asignada a un miembro de un equipo de diez artistas, con el director de arte asegurando continuidad y consistencia.
Las cinemáticas fueron filmadas con actores en la vida real en frente de una pantalla azul, quienes fueron superpuestos en los fondos digitales con Ultimatte. Cada toma requería de ángulos de cámara y lentes apropiados antes de la filmación para asegurar que coincidieran en calidad con el fondo digital. Ocasionalmente, se colocarían puntales de masonita para los objetos de primer plano. Los actores fueron encontrados por agencias de talento, y fueron entrenados por Bales, la productora Wendy Albee, y el director Tony Ober.

### Sonido y música
Guy Whitmore trabajó como un ingeniero de sonido, diseñador de sonido y compositor de música para la banda sonora del videojuego. Según el contexto, algunas de las pistas fueron compuestas como música orquestal, mientras que otras fueron más modernas. Algunas bandas fueron citadas como inspiración, como Nine Inch Nails. Whitmore también tuvo música dark ambient en mente. La naturaleza interactiva del juego exigía una motivación repetitiva que proporcionara el suspenso para el jugador, mientras pasara desapercibida. El crescendo sucede cada vez que el jugador provoque un ataque de un monstruo ixupi.
Los efectos de sonido fueron derivados en gran parte de un CD de efectos de sonido stock. Los murmullos escuchados en el teatro abandonado es un discurso relevante del Fantasma de un acto de Hamlet.

## Recepción
Shivers obtuvo elogios mayormente por su atmósfera. Presentando una desviación de títulos previos de Sierra, el juego fue elogiado y criticado por las mismas razones, mientras que también atrajo comparaciones con Myst y The 7th Guest. Tiene un puntaje agregado de 72,2% en GameRankings, basado en reseñas de varios críticos profesionales.
Quandary le dio al juego un 5 de 5, elogiando la atmósfera y simplicidad de la jugabilidad, mencionando el vasto número de ranuras de guardado y subtítulos entre las ventajas del juego. Next Generation, aunque complementara brevemente los gráficos y la interfaz, ridiculizó al juego como un clon poco original de Myst. Agregaron que «los tiempos de carga largos, música chirriante, y puzles extralimitados lo vuelven mediocre en el mejor de los casos». El sitio web francés Jeuxvideo.com lo llamó «un éxito innegable». En una reseña en retrospectiva, Adventure Lantern señaló que el juego todavía se veía bastante placentero incluso después de su época, y su diseño (en su mayoría) astuto, elogiando el ambiente del juego y su banda sonora atmosférica. Adventure Classic Gaming llamó a Shivers el éxito durmiente del año y reconoció su estatus de culto.
Ron Dulin de GameSpot llamó a la jugabilidad repetitiva, ya que el jugador es obligado a viajar de un lado a otro varias veces luego de cierto punto. Ray Ivey de Just Adventure favoreció a la atmósfera del juego, y alabó la función del «Flashback».
All Game Guide lo describió como «carente», mientras que la revista finlandesa Pelit lo consideró un ejemplo del espiral descendiente de Sierra, criticando los puzles y el argumento.

## Secuela
Shivers fue sucedido en 1997 por Shivers II: Harvest of Souls, que toma lugar en un pueblo fantasma.